# Mistrovství světa v ledním hokeji do 18 let 2008
Mistrovství světa v ledním hokeji do 18 let 2008 se konalo od 13. do 24. dubna v ruské Kazani.

## Hrací formát turnaje
Ve dvou základních skupinách hrálo vždy pět týmů každý s každým. Vítězství se počítalo za tři body, v případě nerozhodného výsledku si oba týmy připsaly bod a následovalo 5 min. prodloužení a samostatné nájezdy. Tato kritéria rozhodla o držiteli bonusového bodu.
Vítězové základních skupin postoupili přímo do semifinále, druhý a třetí tým ze skupiny sehrály čtvrtfinálový zápas. Čtvrté a páté týmy z obou skupin se utkaly ve skupině o udržení, ze které sestoupily dva týmy. Také se hrál zápas o páté a třetí místo, ve kterých se střetli poražení z play-off.
V play-off se v případě nerozhodného výsledku prodlužovalo deset minut, případně následovala trestná střílení.

## Základní skupiny

### Skupina A
| Tým          | Z | V | VP | PP | P | VG | IG | B  |
| ------------ | - | - | -- | -- | - | -- | -- | -- |
| 1. Rusko     | 4 | 4 | 0  | 0  | 0 | 26 | 9  | 12 |
| 2. Kanada    | 4 | 3 | 0  | 0  | 1 | 21 | 7  | 9  |
| 3. Německo   | 4 | 1 | 1  | 0  | 2 | 13 | 19 | 5  |
| 4. Slovensko | 4 | 1 | 0  | 1  | 2 | 13 | 19 | 4  |
| 5. Dánsko    | 4 | 0 | 0  | 0  | 4 | 4  | 23 | 0  |

Zápasy
| 13. dubna 2008 | Kanada | 9–2 | Německo | Tatněfť-Arena, Kazaň |
|                | Kanada |     | Německo |                      |

| Souhrn zápasu | Souhrn zápasu | Souhrn zápasu | Souhrn zápasu                          | Souhrn zápasu |
| ------------- | --- | ------------- | -------------------------------------- | ------------- |
|               | G. Nemisz (ES) 10:47 T. Hall (PP) 15:50 J. Eberle (PP) 25:29 N. Deschamps (ES) 26:36 T. Myers (ES) 33:06 E. O'Dell (ES) 33:40 N. Deschamps (ES) 41:59 R. Ellis (PP) 42:50 J. Eberle (ES) 54:15 |               | 29:49 (PP) P. Pohl 53:47 (ES) D. Weiss | Diváků: 1,100 |

| 13. dubna 2008 | Slovensko | 4–6 | Rusko | Tatněfť-Arena, Kazaň |
|                | Slovensko |     | Rusko |                      |

| Souhrn zápasu | Souhrn zápasu                                                                                | Souhrn zápasu | Souhrn zápasu | Souhrn zápasu |
| ------------- | -------------------------------------------------------------------------------------------- | ------------- | --- | ------------- |
|               | M. Viedensky (SH) 08:30 M. Preisinger (PP) 47:30 T. Hricina (ES) 55:35 T. Hricina (PP) 59:44 |               | 08:52 (PP) A. Loktionov 17:09 (PP) K. Petrov 21:31 (ES) A. Lazarev 41:53 (ES) I. Golovkov 48:21 (PP) M. Chudinov 56:34 (ES) V. Kulemin | Diváků: 7,400 |

| 14. dubna 2008 | Slovensko | 5–2 | Dánsko | Tatněfť-Arena, Kazaň |
|                | Slovensko |     | Dánsko |                      |

| Souhrn zápasu | Souhrn zápasu                                                                                             | Souhrn zápasu | Souhrn zápasu                             | Souhrn zápasu |
| ------------- | --- | ------------- | ----------------------------------------- | ------------- |
|               | T. Hricina (ES) 29:09 M. Siska (PP) 35:45 P. Slimak (ES) 46:05 M. Lison (ES) 46:33 M. Stajnoch (PP) 54:16 |               | 43:44 (PP) A. Jensen 54:43 (ES) A. Jensen | Diváků: 700   |

| 14. dubna 2008 | Německo | 2–6 | Rusko | Tatněfť-Arena, Kazaň |
|                | Německo |     | Rusko |                      |

| Souhrn zápasu | Souhrn zápasu                              | Souhrn zápasu | Souhrn zápasu | Souhrn zápasu |
| ------------- | ------------------------------------------ | ------------- | --- | ------------- |
|               | M. Forster (PP) 13:39 T. Ritter (ES) 41:54 |               | 26:03 (PP) K. Petrov 33:09 (ES) N. Filatov 35:03 (PP) D. Kugryshev 49:17 (ES) A. Loktionov 50:55 (SH) N. Filatov 55:27 (ES) E. Grachev | Diváků: 5,600 |

| 15. dubna 2008 | Dánsko | 1–4 | Kanada | Tatněfť-Arena, Kazaň |
|                | Dánsko |     | Kanada |                      |

| Souhrn zápasu | Souhrn zápasu             | Souhrn zápasu | Souhrn zápasu                                                                             | Souhrn zápasu |
| ------------- | ------------------------- | ------------- | ----------------------------------------------------------------------------------------- | ------------- |
|               | K. Christensen (PP) 36:07 |               | 15:30 (ES) M. Scandella 23:36 (ES) C. Trivino 28:27 (ES) C. Trivino 50:47 (ES) C. Trivino | Diváků: 1,100 |

| 16. dubna 2008 | Německo | 5–4 (SO) | Slovensko | Tatneft Arena, Kazaň |
|                | Německo |          | Slovensko |                      |

| Souhrn zápasu | Souhrn zápasu                                                                                              | Souhrn zápasu | Souhrn zápasu                                                                          | Souhrn zápasu |
| ------------- | --- | ------------- | -------------------------------------------------------------------------------------- | ------------- |
|               | M. Forster (ES) 00:09 M. El-Sayed (SH) 11:40 T. Kimmel (ES) 30:40 J. Flaake (ES) 37:11 D. Weiss (SO) 65:00 |               | 07:21 (SH) M. Uhnak 20:39 (ES) T. Hricina 26:58 (PP) R. Panik 28:41 (ES) M. Preisinger | Diváků: 600   |

| 16. dubna 2008 | Rusko | 4–2 | Kanada | Tatneft Arena, Kazaň |
|                | Rusko |     | Kanada |                      |

| Souhrn zápasu | Souhrn zápasu                                                                               | Souhrn zápasu | Souhrn zápasu                             | Souhrn zápasu  |
| ------------- | ------------------------------------------------------------------------------------------- | ------------- | ----------------------------------------- | -------------- |
|               | D. Kugryshev (ES) 23:21 A. Loktionov (PP) 39:10 E. Grachev (ES) 47:43 P. Chernov (ES) 55:35 |               | 31:36 (PP) R. Ellis 33:44 (ES) M. Duchene | Diváků: 10,000 |

| 17. dubna 2008 | Dánsko | 0–4 | Německo | Tatneft Arena, Kazaň |
|                | Dánsko |     | Německo |                      |

| Souhrn zápasu | Souhrn zápasu | Souhrn zápasu | Souhrn zápasu                                                                        | Souhrn zápasu |
| ------------- | ------------- | ------------- | ------------------------------------------------------------------------------------ | ------------- |
|               |               |               | 11:06 (ES) M. Hofbauer 25:25 (ES) D. Weiss 36:59 (ES) T. Biersack 54:20 (ES) P. Pohl | Diváků: 500   |

| 18. dubna 2008 | Kanada | 6–0 | Slovensko | Tatneft Arena, Kazaň |
|                | Kanada |     | Slovensko |                      |

| Souhrn zápasu | Souhrn zápasu | Souhrn zápasu | Souhrn zápasu | Souhrn zápasu |
| ------------- | --- | ------------- | ------------- | ------------- |
|               | C. Hodgson (ES) 00:40 M. Duchene (PP) 10:41 M. Duchene (PP) 31:51 J. Lagace (ES) 33:53 M. Duchene (PP) 54:17 G. Nemisz (ES) 55:09 |               |               | Diváků: 1,000 |

| 18. dubna 2008 | Rusko | 10–1 | Dánsko | Tatneft Arena, Kazaň |
|                | Rusko |      | Dánsko |                      |

| Souhrn zápasu | Souhrn zápasu | Souhrn zápasu | Souhrn zápasu          | Souhrn zápasu |
| ------------- | --- | ------------- | ---------------------- | ------------- |
|               | A. Lazarev (ES) 05:31 A. Yarchuk (ES) 11:03 K. Petrov (PP) 26:46 I. Biryukov (ES) 30:25 N. Filatov (SH) 36:26 A. Raisov (ES) 42:02 K. Petrov (PP) 43:42 A. Lazarev (ES) 50:02 P. Chernov (PP) 53:31 A. Yarchuk (PP) 54:47 |               | 32:35 (SH) S. Svendsen | Diváků: 6,400 |

### Skupina B
| Tým          | Z | V | VP | PP | P | VG | IG | B  |
| ------------ | - | - | -- | -- | - | -- | -- | -- |
| 1. Švédsko   | 4 | 4 | 0  | 0  | 0 | 23 | 9  | 12 |
| 2. USA       | 4 | 3 | 0  | 0  | 1 | 20 | 12 | 9  |
| 3. Finsko    | 4 | 2 | 0  | 0  | 2 | 15 | 15 | 6  |
| 4. Švýcarsko | 4 | 1 | 0  | 0  | 3 | 9  | 21 | 3  |
| 5. Bělorusko | 4 | 0 | 0  | 0  | 4 | 9  | 19 | 0  |

Zápasy
| 13. dubna 2008 | Švédsko | 6–2 | Bělorusko | Arena Kazaň, Kazaň |
|                | Švédsko |     | Bělorusko |                    |

| Souhrn zápasu | Souhrn zápasu | Souhrn zápasu | Souhrn zápasu                           | Souhrn zápasu |
| ------------- | --- | ------------- | --------------------------------------- | ------------- |
|               | J. Josefson (ES) 09:42 J. Mattsson (ES) 25:49 A. Petersson (PP) 40:20 J. Josefson (ES) 50:58 J. Josefson (PP) 54:09 M. Ekholm (ES) 55:57 |               | 12:32 (ES) A. Fomin 57:39 (PP) A. Fomin | Diváků: 650   |

| 13. dubna 2008 | Švýcarsko | 2–7 | USA | Arena Kazaň, Kazaň |
|                | Švýcarsko |     | USA |                    |

| Souhrn zápasu | Souhrn zápasu                             | Souhrn zápasu | Souhrn zápasu | Souhrn zápasu |
| ------------- | ----------------------------------------- | ------------- | --- | ------------- |
|               | P. Geering (ES) 14:41 M. Kampf (PP) 52:46 |               | 16:07 (PP) J. Florek 21:07 (ES) J. Morin 21:34 (ES) C. Moore 31:57 (ES) P. McRae 40:06 (ES) D. Kristo 54:40 (ES) P. McRae 59:08 (PP) J. Morin | Diváků: 630   |

| 14. dubna 2008 | Bělorusko | 2–5 | USA | Arena Kazaň, Kazaň |
|                | Bělorusko |     | USA |                    |

| Souhrn zápasu | Souhrn zápasu                            | Souhrn zápasu | Souhrn zápasu                                                                                               | Souhrn zápasu |
| ------------- | ---------------------------------------- | ------------- | --- | ------------- |
|               | A. Fomin (ES) 03:31 S. Sheleg (PP) 46:00 |               | 14:47 (ES) D. Wohlberg 18:15 (PP) P. McRae 33:17 (ES) J. Schroeder 38:03 (PP) J. Morin 58:09 (EN) J. Florek | Diváků: 700   |

| 14. dubna 2008 | Švýcarsko | 3–5 | Finsko | Arena Kazaň, Kazaň |
|                | Švýcarsko |     | Finsko |                    |

| Souhrn zápasu | Souhrn zápasu                                                    | Souhrn zápasu | Souhrn zápasu                                                                                                | Souhrn zápasu |
| ------------- | ---------------------------------------------------------------- | ------------- | --- | ------------- |
|               | P. Geering (ES) 25:15 S. Ryser (PP) 45:21 P. Gemperli (PP) 56:03 |               | 03:25 (ES) T. Rajala 18:45 (PP) J. Sallinen 20:20 (ES) M. Sointu 32:24 (PP) J. Nattinen 50:07 (ES) T. Rajala | Diváků: 650   |

| 15. dubna 2008 | Finsko | 3–5 | Švédsko | Arena Kazaň, Kazaň |
|                | Finsko |     | Švédsko |                    |

| Souhrn zápasu | Souhrn zápasu                                                         | Souhrn zápasu | Souhrn zápasu | Souhrn zápasu |
| ------------- | --------------------------------------------------------------------- | ------------- | --- | ------------- |
|               | J. Nattinen (PP) 04:08 M. Sointu (PP) 36:11 T. Hartikainen (ES) 49:51 |               | 23:46 (ES) H. Bjorklund 24:24 (ES) A. Petersson 30:59 (PP) M. Svensson Pääjärvi 43:51 (ES) H. Eriksson 59:39 (EN) M. Johansson | Diváků: 860   |

| 16. dubna 2008 | Bělorusko | 2–4 | Švýcarsko | Arena Kazaň, Kazaň |
|                | Bělorusko |     | Švýcarsko |                    |

| Souhrn zápasu | Souhrn zápasu                           | Souhrn zápasu | Souhrn zápasu                                                                      | Souhrn zápasu |
| ------------- | --------------------------------------- | ------------- | ---------------------------------------------------------------------------------- | ------------- |
|               | S. Drozd (PP) 26:32 A. Fomin (ES) 52:08 |               | 02:03 (ES) M. Kampf 19:25 (ES) P. Geering 27:42 (ES) A. Berger 59:04 (EN) A. Kampf | Diváků: 300   |

| 16. dubna 2008 | USA | 4–5 | Švédsko | Arena Kazaň, Kazaň |
|                | USA |     | Švédsko |                    |

| Souhrn zápasu | Souhrn zápasu                                                                          | Souhrn zápasu | Souhrn zápasu                                                                                                  | Souhrn zápasu |
| ------------- | -------------------------------------------------------------------------------------- | ------------- | --- | ------------- |
|               | J. Schroeder (ES) 19:21 C. Moore (ES) 23:26 J. Morin (ES) 34:29 D. Wohlberg (ES) 43:50 |               | 09:06 (PP) M. Tedenby 35:36 (ES) M. Tedenby 39:10 (PP) J. Josefson 50:10 (PP) D. Bozic 59:44 (ES) A. Petersson | Diváků: 550   |

| 17. dubna 2008 | Finsko | 4–3 | Bělorusko | Arena Kazaň, Kazaň |
|                | Finsko |     | Bělorusko |                    |

| Souhrn zápasu | Souhrn zápasu                                                                           | Souhrn zápasu | Souhrn zápasu                                                | Souhrn zápasu |
| ------------- | --------------------------------------------------------------------------------------- | ------------- | ------------------------------------------------------------ | ------------- |
|               | T. Rajala (ES) 16:23 I. Pitkanen (PP) 37:12 M. Sointu (ES) 41:01 P. Jormakka (ES) 55:29 |               | 15:36 (PP) S. Sheleg 23:54 (ES) S. Drozd 34:24 (ES) A. Fomin | Diváků: 639   |

| 18. dubna 2008 | Švédsko | 7–0 | Švýcarsko | Arena Kazaň, Kazaň |
|                | Švédsko |     | Švýcarsko |                    |

| Souhrn zápasu | Souhrn zápasu | Souhrn zápasu | Souhrn zápasu | Souhrn zápasu |
| ------------- | --- | ------------- | ------------- | ------------- |
|               | A. Petersson (PP) 02:58 L. Sandstrom (ES) 13:22 M. Johansson (ES) 26:46 M. Svensson Pääjärvi (ES) 27:13 J. Mattsson (SH) 35:00 M. Johansson (PP) 38:13 M. Tedenby (ES) 57:53 |               |               | Diváků: 300   |

| 18. dubna 2008 | USA | 4–3 | Finsko | Arena Kazaň, Kazaň |
|                | USA |     | Finsko |                    |

| Souhrn zápasu | Souhrn zápasu                                                                              | Souhrn zápasu | Souhrn zápasu                                                      | Souhrn zápasu |
| ------------- | ------------------------------------------------------------------------------------------ | ------------- | ------------------------------------------------------------------ | ------------- |
|               | J. Schroeder (ES) 00:53 K. Palmieri (ES) 05:09 J. Florek (PP) 10:04 R. Grimshaw (ES) 41:16 |               | 04:19 (ES) J. Rask 31:08 (PP) T. Hartikainen 42:31 (PP) T. Kivisto | Diváků: 770   |

## Skupina o udržení
| Tým          | Z | V | VP | PP | P | VG | IG | B |
| ------------ | - | - | -- | -- | - | -- | -- | - |
| 7. Slovensko | 3 | 3 | 0  | 0  | 0 | 14 | 5  | 9 |
| 8. Švýcarsko | 3 | 2 | 0  | 0  | 1 | 12 | 6  | 6 |
| 9. Bělorusko | 3 | 1 | 0  | 0  | 2 | 9  | 12 | 3 |
| 10. Dánsko   | 3 | 0 | 0  | 0  | 3 | 5  | 17 | 0 |

Zápasy
Poznámka: Tyto zápasy ze započítávaly ze základní skupiny:
- 14. dubna 2008:  Slovensko 5–2  Dánsko
- 16. dubna 2008:  Švýcarsko 4–2  Bělorusko

| 20. dubna 2008 | Bělorusko | 1–6 | Slovensko | Arena Kazaň, Kazaň |
|                | Bělorusko |     | Slovensko |                    |

| Souhrn zápasu | Souhrn zápasu         | Souhrn zápasu | Souhrn zápasu | Souhrn zápasu |
| ------------- | --------------------- | ------------- | --- | ------------- |
|               | I. Revenko (ES) 45:29 |               | 01:58 (ES) R. Panik 14:13 (PP) R. Panik 14:49 (ES) A. Lapsanky 27:26 (ES) R. Panik 34:49 (ES) M. Preisinger 56:53 (ES) T. Hricina | Diváků: 125   |

| 20. dubna 2008 | Švýcarsko | 6–1 | Dánsko | Arena Kazaň, Kazaň |
|                | Švýcarsko |     | Dánsko |                    |

| Souhrn zápasu | Souhrn zápasu | Souhrn zápasu | Souhrn zápasu             | Souhrn zápasu |
| ------------- | --- | ------------- | ------------------------- | ------------- |
|               | N. Niederreiter (PP) 17:39 A. Berger (ES) 25:28 R. Jose (ES) 32:33 D. Schlumpf (PP) 34:13 S. Ryser (PP) 39:42 O. Baur (ES) 56:25 |               | 38:08 (PP) K. Christensen | Diváků: 195   |

| 21. dubna 2008 | Dánsko | 2–6 | Bělorusko | Arena Kazaň, Kazaň |
|                | Dánsko |     | Bělorusko |                    |

| Souhrn zápasu | Souhrn zápasu                                | Souhrn zápasu | Souhrn zápasu | Souhrn zápasu |
| ------------- | -------------------------------------------- | ------------- | --- | ------------- |
|               | N. Carlsen (PP) 37:56 S. Svendsen (ES) 57:59 |               | 05:50 (ES) Y. Solomonov 07:01 (PP) I. Revenko 32:03 (PP) Y. Stepanov 40:36 (PP) I. Revenko 48:12 (ES) A. Fomin 56:19 (ES) S. Korolik | Diváků: 200   |

| 21. dubna 2008 | Slovensko | 3–2 | Švýcarsko | Arena Kazaň, Kazaň |
|                | Slovensko |     | Švýcarsko |                    |

| Souhrn zápasu | Souhrn zápasu                                                    | Souhrn zápasu | Souhrn zápasu                           | Souhrn zápasu |
| ------------- | ---------------------------------------------------------------- | ------------- | --------------------------------------- | ------------- |
|               | M. Hrivik (PP) 41:39 A. Lapsansky (ES) 47:23 M. Uhnak (ES) 59:50 |               | 39:22 (ES) M. Kampf 52:07 (ES) S. Ryser | Diváků: 120   |

## Play off

### Čtvrtfinále
| 20. dubna 2008 | Kanada | 2–1 | Finsko | Tatneft Arena, Kazaň |
|                | Kanada |     | Finsko |                      |

| Souhrn zápasu | Souhrn zápasu                            | Souhrn zápasu | Souhrn zápasu         | Souhrn zápasu |
| ------------- | ---------------------------------------- | ------------- | --------------------- | ------------- |
|               | T. Cuma (PP) 15:03 C. Hodgson (PP) 30:57 |               | 54:13 (SH) J. Lajunen | Diváků: 1,600 |

| 20. dubna 2008 | USA | 4–1 | Německo | Tatneft Arena, Kazaň |
|                | USA |     | Německo |                      |

| Souhrn zápasu | Souhrn zápasu                                                                           | Souhrn zápasu | Souhrn zápasu       | Souhrn zápasu |
| ------------- | --------------------------------------------------------------------------------------- | ------------- | ------------------- | ------------- |
|               | R. Czarnik (ES) 04:40 D. Wohlberg (ES) 24:38 C. Moore (ES) 30:35 K. Palmieri (ES) 51:36 |               | 21:56 (PP) D. Weiss | Diváků: 1,700 |

### Semifinále
| 21. dubna 2008 | Švédsko | 2–3 | Kanada | Tatneft Arena, Kazaň |
|                | Švédsko |     | Kanada |                      |

| Souhrn zápasu | Souhrn zápasu                                   | Souhrn zápasu | Souhrn zápasu                                               | Souhrn zápasu |
| ------------- | ----------------------------------------------- | ------------- | ----------------------------------------------------------- | ------------- |
|               | M. Tedenby (ES) 05:51 J. Silfverberg (ES) 21:08 |               | 06:28 (ES) M. Duchene 28:46 (PP) T. Hall 46:52 (PP) T. Hall | Diváků: 1,500 |

| 21. dubna 2008 | Rusko | 3–1 | USA | Tatneft Arena, Kazaň |
|                | Rusko |     | USA |                      |

| Souhrn zápasu | Souhrn zápasu                                                  | Souhrn zápasu | Souhrn zápasu         | Souhrn zápasu |
| ------------- | -------------------------------------------------------------- | ------------- | --------------------- | ------------- |
|               | V. Voinov (PP) 15:34 A. Raisov (ES) 37:24 K. Petrov (EN) 58:52 |               | 54:11 (ES) R. Bourque | Diváků: 9,500 |

### O 5. místo
| 22. dubna 2008 | Finsko | 3–4 | Německo | Tatneft Arena, Kazaň |
|                | Finsko |     | Německo |                      |

| Souhrn zápasu | Souhrn zápasu                                                     | Souhrn zápasu | Souhrn zápasu                                                                        | Souhrn zápasu |
| ------------- | ----------------------------------------------------------------- | ------------- | ------------------------------------------------------------------------------------ | ------------- |
|               | J. Sallinen (ES) 10:15 E. Haula (SH) 44:43 P. Jormakka (PP) 53:04 |               | 19:58 (ES) S. Hanusch 27:31 (PP) T. Kimmel 35:34 (ES) T. Ritter 59:23 (SH) F. Strobl | Diváků: 350   |

### O 3. místo
| 23. dubna 2008 | Švédsko | 3–6 | USA | Tatneft Arena, Kazaň |
|                | Švédsko |     | USA |                      |

| Souhrn zápasu | Souhrn zápasu                                                       | Souhrn zápasu | Souhrn zápasu | Souhrn zápasu |
| ------------- | ------------------------------------------------------------------- | ------------- | --- | ------------- |
|               | V. Hedman (PP) 14:23 H. Bjorklund (ES) 30:39 M. Lundberg (ES) 34:22 |               | 19:10 (ES) R. Bourque 19:26 (ES) R. Czarnik 25:12 (ES) R. Czarnik 27:34 (ES) J. Morin 39:20 (ES) D. Kristo 55:37 (ES) J. Morin | Diváků: 1,100 |

### Finále
| 23. dubna 2008 | Kanada | 8–0 | Rusko | Tatneft Arena, Kazaň |
|                | Kanada |     | Rusko |                      |

| Souhrn zápasu | Souhrn zápasu | Souhrn zápasu | Souhrn zápasu | Souhrn zápasu  |
| ------------- | --- | ------------- | ------------- | -------------- |
|               | N. Deschamps (SH) 04:32 C. Trivino (ES) 09:02 J. Eberle (PP) 15:06 B. Schenn (ES) 15:55 J. Eberle (ES) 17:05 T. Cuma (PP) 27:14 B. McMillan (ES) 37:15 T. Hall (ES) 46:49 |               |               | Diváků: 10,000 |

## Konečné umístění
|                  | Tým       |
| ---------------- | --------- |
| Zlatá medaile    | Kanada    |
| Stříbrná medaile | Rusko     |
| Bronzová medaile | USA       |
| 4.               | Švédsko   |
| 5.               | Německo   |
| 6.               | Finsko    |
| 7.               | Slovensko |
| 8.               | Švýcarsko |
| 9.               | Bělorusko |
| 10.              | Dánsko    |

Týmy  Bělorusko a  Dánsko sestoupily do 1. divize na Mistrovství světa v ledním hokeji do 18 let 2009.

## Soupisky
| Kanada - Jake Allen, Josh Brittain, Christopher Carrozzi, Tyler Cuma, Nicolas Deschamps, Matt Duchene, Jordan Eberle, Ryan Ellis, Taylor Hall, Travis Hamonic, Cody Hodgson, Jakob Lagacé, Tyler Myers, Brandon McMillan, Greg Nemisz, Eric O’Dell, Colby Robak, Maxime Sauvé, Marco Scandella, Brayden Schenn, Colten Teubert, Corey Trivino · Trenér: Pat Quinn |

| Rusko - Danila Alistratov, Igor Birjukov, Nikita Filatov, Michail Fisenko, Igor Golovkov, Jevgenij Gračev, Arťom Jarčuk, Asat Kalimullin, Dmitrij Kostromitin, Dmitrij Kugryšev, Dmitrij Kulikov, Vjačeslav Kuljomin, Anton Lazarev, Andrej Lokťonov, Dmitrij Orlov, Kirill Petrov, Alexandr Pečurskij, Aslan Raisov, Pavel Černov, Maxim Čudinov, Valerij Vasiljev, Vjačeslav Vojnov · Trenér: Alexandr Birjukov |

| USA - Ryan Bourque, Joe Cannata, Robbie Czarnik, Justin Florek, Patrick Gaul, Ryan Grimshaw, Ryan Hegarty, Danny Kristo, Sam Lofquist, Sean Lorenz, Brandon Maxwell, Kevin McCarey, Philip McRae, Colin Moore, Jeremy Morin, Aaron Ness, Kyle Palmieri, Nick Pryor, Vinny Saponari, Jordan Schroeder, David Warsofsky, David Wohlberg · Trenér: John Hynes |

## 1. divize
Skupina A se hrála v Toruni v Polsku od 2. do 8. dubna 2008, skupina B v Rize v Lotyšsku ve stejném termínu.

### Skupina A
| Tým           | Z | V | VP | PP | P | GS | GI | B  |
| ------------- | - | - | -- | -- | - | -- | -- | -- |
| 1. Česko      | 5 | 5 | 0  | 0  | 0 | 36 | 5  | 15 |
| 2. Kazachstán | 5 | 3 | 0  | 0  | 2 | 19 | 13 | 9  |
| 3. Litva      | 5 | 2 | 0  | 0  | 3 | 13 | 26 | 6  |
| 4. Polsko     | 5 | 2 | 0  | 0  | 3 | 7  | 18 | 6  |
| 5. Ukrajina   | 5 | 2 | 0  | 0  | 3 | 8  | 12 | 6  |
| 6. Slovinsko  | 5 | 1 | 0  | 0  | 4 | 15 | 24 | 3  |

 Česko postoupilo mezi elitu, zatímco  Slovinsko sestoupilo do 2. divize na Mistrovství světa v ledním hokeji do 18 let 2009

### Skupina B
| Tým           | Z | V | VP | PP | P | GS | GI | B  |
| ------------- | - | - | -- | -- | - | -- | -- | -- |
| 1. Norsko     | 5 | 5 | 0  | 0  | 0 | 15 | 3  | 15 |
| 2. Lotyšsko   | 5 | 4 | 0  | 0  | 1 | 21 | 2  | 12 |
| 3. Rakousko   | 5 | 2 | 1  | 0  | 2 | 11 | 6  | 8  |
| 4. Itálie     | 5 | 2 | 0  | 1  | 2 | 17 | 10 | 7  |
| 5. Japonsko   | 5 | 1 | 0  | 0  | 4 | 12 | 26 | 3  |
| 6. Nizozemsko | 5 | 0 | 0  | 0  | 5 | 4  | 33 | 0  |

 Norsko postoupilo mezi elitu, zatímco  Nizozemsko sestoupilo do 2. divize na Mistrovství světa v ledním hokeji do 18 let 2009

## 2. divize
Skupina A se hrála v Méribelu a v Courchevelu ve Francii od 30. března do 5. dubna 2008, zatímco skupina B v Tallinnu v Estonsku od 23. do 29. března 2008.

### Skupina A
| Tým            | Z | V | VP | PP | P | GS | GI | B  |
| -------------- | - | - | -- | -- | - | -- | -- | -- |
| 1. Francie     | 5 | 5 | 0  | 0  | 0 | 53 | 4  | 15 |
| 2. Jižní Korea | 5 | 3 | 1  | 0  | 1 | 31 | 9  | 11 |
| 3. Chorvatsko  | 5 | 3 | 0  | 0  | 2 | 32 | 24 | 9  |
| 4. Belgie      | 5 | 2 | 0  | 1  | 2 | 14 | 30 | 7  |
| 5. Čína        | 5 | 1 | 0  | 0  | 4 | 14 | 52 | 3  |
| 6. Austrálie   | 5 | 0 | 0  | 0  | 5 | 8  | 33 | 0  |

 Francie postoupila do 1. divize, zatímco  Austrálie sestoupila do 3. divize na Mistrovství světa v ledním hokeji do 18 let 2009

### Skupina B
| Tým               | Z | V | VP | PP | P | GS | GI | B  |
| ----------------- | - | - | -- | -- | - | -- | -- | -- |
| 1. Maďarsko       | 5 | 4 | 0  | 0  | 1 | 37 | 12 | 12 |
| 2. Velká Británie | 5 | 4 | 0  | 0  | 1 | 27 | 11 | 12 |
| 3. Estonsko       | 5 | 3 | 0  | 0  | 2 | 20 | 14 | 9  |
| 4. Rumunsko       | 5 | 2 | 0  | 0  | 3 | 32 | 21 | 6  |
| 5. Španělsko      | 5 | 2 | 0  | 0  | 3 | 20 | 21 | 6  |
| 6. Izrael         | 5 | 0 | 0  | 0  | 5 | 11 | 68 | 0  |

 Maďarsko postoupilo do 1. divize, zatímco  Izrael sestoupil do 3. divize na Mistrovství světa v ledním hokeji do 18 let 2009

## 3. divize
Skupina A se hrála v Ciudad de Mexico v Mexiku od 2. do 9. března 2008, zatímco skupina B od 3. do 10. března 2008 v İzmitu v Turecku.

### Skupina A
| Tým            | Z | V | VP | PP | P | GS | GI | B  |
| -------------- | - | - | -- | -- | - | -- | -- | -- |
| 1. Mexiko      | 4 | 4 | 0  | 0  | 0 | 32 | 2  | 12 |
| 2. Tchaj-wan   | 4 | 3 | 0  | 0  | 1 | 31 | 23 | 9  |
| 3. Nový Zéland | 4 | 2 | 0  | 0  | 2 | 45 | 18 | 6  |
| 4. JAR         | 4 | 1 | 0  | 0  | 3 | 18 | 26 | 3  |
| 5. Mongolsko   | 4 | 0 | 0  | 0  | 4 | 7  | 64 | 0  |

 Mexiko postoupilo do 2. divize na Mistrovství světa v ledním hokeji do 18 let 2009

### Skupina B
| Tým          | Z | V | VP | PP | P | GS | GI | B  |
| ------------ | - | - | -- | -- | - | -- | -- | -- |
| 1. Srbsko    | 4 | 4 | 0  | 0  | 0 | 45 | 0  | 12 |
| 2. Turecko   | 4 | 3 | 0  | 0  | 1 | 48 | 7  | 9  |
| 3. Island    | 4 | 2 | 0  | 0  | 2 | 34 | 26 | 6  |
| 4. Bulharsko | 4 | 1 | 0  | 0  | 3 | 27 | 35 | 3  |
| 5. Arménie   | 4 | 0 | 0  | 0  | 4 | 1  | 87 | 0  |

 Srbsko postoupilo do 2. divize na Mistrovství světa v ledním hokeji do 18 let 2009